# Коверт (Нью-Йорк)
Коверт (англ. Covert) — місто (англ. town) в США, в окрузі Сенека штату Нью-Йорк. Населення — 2163 особи (2020).

## Демографія
Згідно з переписом 2010 року, у місті мешкали 2154 особи в 879 домогосподарствах у складі 596 родин. Було 1284 помешкання
Расовий склад населення:
| - 96,6 % — білих - 0,8 % — чорних або афроамериканців - 0,8 % — азіатів - 0,3 % — корінних американців |

До двох чи більше рас належало 1,3 %. Частка іспаномовних становила 1,0 % від усіх жителів.
За віковим діапазоном населення розподілялося таким чином: 21,4 % — особи молодші 18 років, 60,5 % — особи у віці 18—64 років, 18,1 % — особи у віці 65 років та старші. Медіана віку мешканця становила 45,4 року. На 100 осіб жіночої статі у місті припадало 105,9 чоловіків;  на 100 жінок у віці від 18 років та старших — 103,2 чоловіків також старших 18 років.
Середній дохід на одне домашнє господарство  становив 69 023 долари США (медіана — 58 393), а середній дохід на одну сім'ю — 77 777 доларів (медіана — 73 938). Медіана доходів становила 42 012 долари для чоловіків та 44 286 доларів для жінок. За межею бідності перебувало 8,3 % осіб, у тому числі 12,4 % дітей у віці до 18 років та 2,9 % осіб у віці 65 років та старших.
Цивільне працевлаштоване населення становило 1076 осіб. Основні галузі зайнятості: освіта, охорона здоров'я та соціальна допомога — 36,0 %, роздрібна торгівля — 10,2 %, науковці, спеціалісти, менеджери — 7,4 %, виробництво — 7,4 %.